# Limnebius crinifer
Limnebius crinifer är en skalbaggsart som beskrevs av Claudius Rey 1885. Limnebius crinifer ingår i släktet Limnebius och familjen vattenbrynsbaggar. Enligt den finländska rödlistan är arten sårbar i Finland. Arten är reproducerande i Sverige. Artens livsmiljö är näringsrika sjöar. Inga underarter finns listade i Catalogue of Life.